# Рапперсвіль-Йона
Рапперсвіль-Йона (нім. Rapperswil-Jona) — місто в Швейцарії в кантоні Санкт-Галлен, виборчий округ Зее-Гастер.
Громада утворена 1 січня 2007 року шляхом об'єднання Рапперсвіля та Йони. Крім цих великих населених пунктів, до неї також належать Боллінген, Бускірх, Куртіберг, Кемпратен, Ваген і Вурмсбах.
У 2003 році Рапперсвіль-Йона приймала чемпіонат світу зі спортивного орієнтування.

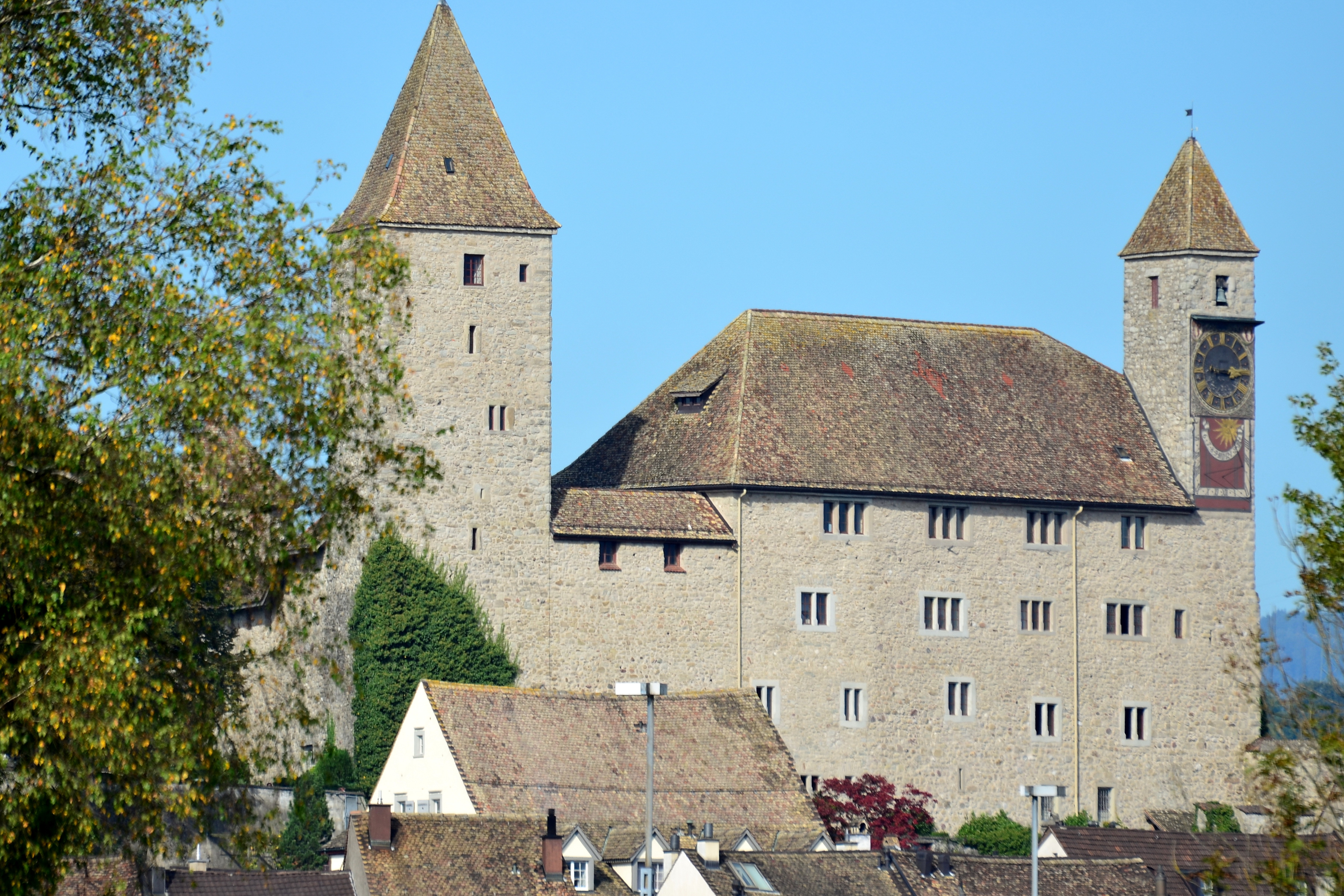
Замок у Рапперсвілі
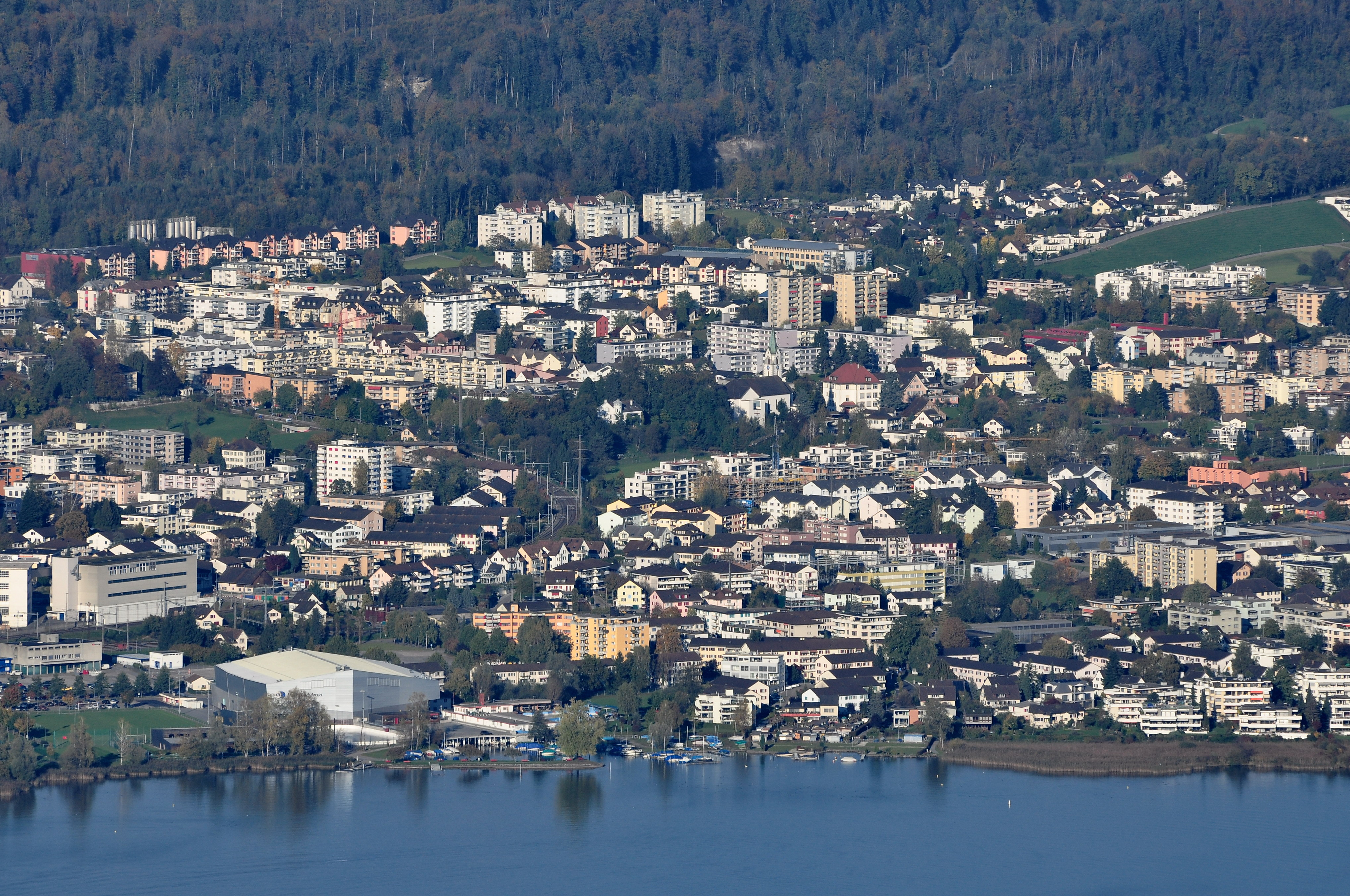
Йона

## Географія
Місто розташоване на відстані близько 110 км на схід від Берна, 50 км на південний захід від Санкт-Галлена.
Рапперсвіль-Йона має площу 22,3 км², з яких на 31,7 % дозволяється будівництво (житлове та будівництво доріг), 35,3 % використовуються в сільськогосподарських цілях, 29,7 % зайнято лісами, 3,3 % не є продуктивними (річки, льодовики або гори).

## Демографія
2019 року в місті мешкало 27 277 осіб (+4,1 % порівняно з 2010 роком), іноземців було 18,4 %. Густота населення становила 1225 осіб/км².
За віковим діапазоном населення розподілялося таким чином: 19 % — особи молодші 20 років, 59,9 % — особи у віці 20—64 років, 21,2 % — особи у віці 65 років та старші. Було 12350 помешкань (у середньому 2,2 особи в помешканні).
Із загальної кількості 17 405 працюючих 94 було зайнятих в первинному секторі, 3494 — в обробній промисловості, 13 817 — в галузі послуг.

## Транспорт
У місті розташована однойменна вузлова залізнична станція.
Від набережної відходять кораблі по Цюрихському озеру до Цюриха.
У місті відносно розгалужена мережа автобусів, більша частина з яких вирушає від центрального залізничного вокзалу.